# スリナガルの黒水仙
『スリナガルの黒水仙』（スリナガルのくろすいせん）は宝塚歌劇団のミュージカル作品。月組公演。
併演作品は『クラシカル・メニュー』。

## 解説
※『宝塚歌劇100年史（舞台編）』の宝塚大劇場公演のページを参照
榛名由梨がラヒム王子とチャンドラーの二役を演じた。
この公演より五條愛川が榛名由梨の相手役として、月組トップ娘役を務める。

## あらすじ
※『宝塚歌劇100年史（舞台編）』の宝塚大劇場公演のページを参照
19世紀初頭、インド北部のヒマラヤに近い桃源郷を舞台に、一人の行者・チャンドラーが、行方不明になった王子に瓜二つのために王国のお家騒動に巻き込まれ、悪人たちを討ち果たした後、愛するアスターナ姫に別れを告げて、いずこもなく旅立っていく。

## 公演期間と公演場所
- 1980年6月27日 - 8月12日[2]（新人公演：7月18日[3]）　宝塚大劇場
- 1980年11月1日 - 11月27日[4]（新人公演：11月18日[3]）　東京宝塚劇場

## 主な配役
※「（）」の人物は新人公演・配役
- ラヒム王子、チャンドラー - 榛名由梨（剣幸）[3]
- アスターナ - 五條愛川（郷真由加）[3]

## 宝塚大劇場公演のデータ
形式名は「ミュージカル・ロマンス」。16場。

### スタッフ（宝塚大劇場）
- 作・演出：大関弘政[2]
- 音楽：中元清純[5]
- 音楽指揮：溝口堯[5]
- 振付[5]：河上五郎、司このみ
- 擬闘：原義人[5]
- 装置：石浜日出雄[5]
- 衣装：静間潮太郎[5]
- 照明：今井直次[6]
- 音響：松永浩志[6]
- 小道具：上田特市[6]
- 効果：川ノ上智洋[6]
- 演出助手[6]：中村暁、谷正純
- 制作：橋本雅夫[6]